# Gordon Hoselton
Gordon Hoselton, ook bekend als Gord Hoselton (Bath, 7 november 1930 - Cobourg, 21 januari 2003) was een Canadese beeldhouwer die werkte met brons, hout, marmer en aluminium. Hij werd internationaal bekend door zijn modernistische minimalistische abstract vormgegeven kleine beelden van veelal dieren van zandgegoten gepolijst aluminium vaak geplaatst op een onbewerkte natuurstenen sokkel.

## Biografie
Hoselton kwam uit een familie van schilders en beeldhouwers. Hij groeide samen met drie broers en drie zussen op in een klein dorpje, Bath, gelegen in landelijke omgeving van Ontario. Geïnspireerd door de natuur in Canada werkte hij sinds de jaren vijftig aan een oeuvre dat veel diersoorten uit vooral Canada omvatte. In het begin werkte hij met marmer, brons en hout vanaf de jaren vijftig tot in de jaren zeventig. In 1968 werd de werkplaats Hoselton Studio opgericht waar ook zijn broer, beeldhouwer en kunstschilder Carl Hoselton, deel van uitmaakte. In de jaren tachtig ontwikkelde Hoselton een eigen methode in samenwerking met mallenmaker en metaalgieter Allan Butters om zijn beelden ook te kunnen gaan zandgieten in aluminium. Het gebruik van aluminium voor beelden via zandgieten was een novum in de beeldhouwkunst. Dit gaf de mogelijkheid om door het gebruik van een goedkoper metaal dat bovendien niet roestgevoelig is en glanst meer beelden per origineel te maken in grotere oplages.

## Methode
De methode om aluminium te gebruiken voor beelden wordt tegenwoordig het Hoselton process genoemd. Een origineel beeld wordt in hout gesneden en een mal wordt gemaakt via de methode van zandgieten. In deze mal wordt vervolgens de gesmolten aluminiumlegering gegoten op een temperatuur van 1200 graden Celsius en langzaam afgekoeld. Hierna wordt het beeld gepolijst met de hand in drie fasen waardoor er een glanzend glad oppervlak ontstaat. Veel beelden krijgen hierna een voetstuk van een stuk gedolven onbewerkt natuursteen of marmer. De broers Hoselton gingen voor de sokkels van hun beelden en voor het maken van beelden van marmer zelf naar de marmermijn van het nabijgelegen Peterborough waar ze zelf stukken uitzochten en met de hand sneden. Typerend voor dit marmer zijn de oranjegele ijzerresiduen en zwarte koolstofresiduen.

## Werken en nalatenschap
Zijn vroege beelden in marmer, brons en hout zijn vaak unica en gesigneerd. Dezelfde beelden die in een aluminiumlegering uitgevoerd zijn, werden in veel grotere aantallen geproduceerd en over de gehele wereld geëxporteerd. Na zijn overlijden werd doorgegaan met de productie hiervan. Omdat de gebruikte gerecyclede aluminiumlegeringen zacht uitlopen gedurende het zandgietproces zijn alle gegoten beelden licht verschillend van uitvoering.
Na het overlijden van Hoselton werd het bedrijf in 2003 voortgezet door zijn dochter Jan Hoselton. Zij verkocht het in 2020 aan Research Casting International in Trenton in Ontario dat bekend staat om zijn replica's van dinosaurussen voor musea. Tot op de dag van vandaag produceert men daar nog steeds aluminium beelden naar de originele ontwerpen van Hoselton. Jan Hoselton geeft leiding aan de divisie van het bedrijf dat haar vaders ontwerpen uitvoert en ontwerpt tevens nieuwe beelden.

## Persoonlijk
Hoselton was getrouwd. Na het overlijden van zijn eerste vrouw hertrouwde hij. Uit beide huwelijken kreeg hij in totaal vijf kinderen. Hij overleed nadat hij een beroerte had gekregen aan hartfalen in een lokaal ziekenhuis. Zijn as werd bijgezet op de begraafplaats van de St. Peter's Anglican Church Cemetery in Cobourg. Zijn dochter Jan Hoselton werd ook beeldhouwer en een dochter van zijn broer Carl, Beth Hoselton, werd kunstschilder.